# Prudenci Marcó Casas
Prudenci Marcó Casas (Reus, 28 d'abril de 1796 - Reus, circa 1840) va ser un religiós liberal català.
Prevere beneficiat de la parròquia de Sant Pere, va identificar-se amb la ideologia liberal i va ser un dels redactors de la Diana constitucional política y mercantil de la villa de Reus, publicació reusenca del trienni liberal que fundà el doctor Jaume Ardèvol. La tardor del 1820 va ser membre d'una Societat Patriòtica formada pels més abrandats defensors del sistema constitucional, i on hi havia Pere Sardà i Cailà, els metges Pere Mata i Ripollès (li deien pico de oro pel bé que parlava) i Cristòfor Montblanch, el farmacèutic Pere Joan Nadal, el jutge Paulino de los Arcos i els militars Juan Van Halen i Antoni Baiges, i on s'hi afegiren piamontesos exiliats. Va publicar una Exposición de los nombres, adjetivos y pronombres contenidos en el Antonio de Nebrija a la Impremta de la viuda Compte el 1820.